# Microsoft Dynamics 365 for Finance and Operations
Microsoft 365 for Finance and Operations (wcześniej Microsoft Dynamics AX) to oprogramowanie do zarządzania zasobami przedsiębiorstwa (ERP) dla średnich i dużych organizacji. Aplikacja wchodzi w skład rozwiązania Microsoft Dynamics 365, oficjalnie udostępnionej na rynku w listopadzie 2016 roku, początkowo reklamowana jako Dynamics 365 for Operations. W lipcu 2017 roku, została przemianowana na Dynamics 365 for Finance and Operations.

## Historia
W 2017 roku nastąpiła zmiana nazwy produktu na Dynamics 365 for Finance and Operations.
- 2016 – Upubliczniona została wersja w chmurze Microsoft Dynamics AX 7, przemianowana później na Dynamics 365 for Operations.
- 2011 – Aktualizacja Microsoft Dynamics AX do wersji 2012.
- 2008 – Aktualizacja Microsoft Dynamics AX do wersji 2009.
- 2006 – Aktualizacja Microsoft Dynamics AX do wersji 4.0.
- 2002 – Microsoft przejmuje Navision A/S.[2] Na bazie tego produktu utworzono system Axapta 3.0.
- 2000 – Firma Damgaard Data scaliła się Navision A/S w celu utworzenia grupy NavisionDamgaard (Navision A/S). Efektem połączenia obu firm było wydanie systemu Axapta 2.5.
- 1998 – Pierwsza wersja Axapty jako owoc współpracy między z firmami IBM i duńskim Damgaard Data.